# نهر نجوي
نهر نجوي هو نهر في كاليدونيا الجديدة . تبلغ مساحته 93 كيلومترًا مربعًا. 

## أنظر أيضا
- قائمة أنهار كاليدونيا الجديدة